# Chuyện tình Cửu Long
Chuyện tình Cửu Long (Nhật: 九龍ジェネリックロマンス Hepburn: Kūron Jenerikku Romansu, tên gốc: Kowloon Generic Romance) là một bộ manga của Nhật Bản được sáng tác và vẽ minh họa bởi Mayuzuki Jun. Nó được đăng trên tạp chí seinen Tuần san Young Jump của Shūeisha từ tháng 11 năm 2019 và sau đó đã được tổng hợp thành mười một tập tankōbon, tính đến tháng 4 năm 2025. Câu chuyện lấy bối cảnh ở Cửu Long Trại Thành, Hồng Kông.
Phiên bản chuyển thể anime, sản xuất bởi Arvo Animation, được phát sóng từ tháng tháng 4 năm 2025. Phiên bản live-action dự kiến sẽ ra mắt tại các rạp chiếu phim ở Nhật Bản vào tháng 8 cùng năm.

## Nội dung
Cửu Long Trại Thành, nơi có mật độ dân số cao nhất thế giới, là nơi sinh sống của hơn 33.000 người trên một diện tích chỉ 2,6 hecta (6,5 mẫu Anh). Công ty bất động sản Wong Loi được đặt ở đây, nơi diễn ra câu chuyện tình cảm giữa Kudo Hajime và Kujirai Reiko. Bất chấp sự khác biệt, cả hai đã phát triển một mối quan hệ thân thiết, họ thường xuyên ăn trưa cùng nhau. Tình cảm của họ dành cho Cửu Long Trại Thành đã bồi đắp thêm mối quan hệ lãng mạn của họ—nhưng vẫn tồn tại một nét đặc biệt tiềm ẩn giữa họ.

## Nhân vật
Kujirai Reiko (鯨井 令子)
Lồng tiếng bởi: Haruka Shiraishi
Thủ vai bởi: Riho Yoshioka
Một nữ nhân viên bất động sản 32 tuổi sống một mình ở Cửu Long Trại Thành. Cô duy trì một mối quan hệ đồng nghiệp với Hajime Kudo, nhưng cô không nhớ rằng họ đã từng đính hôn và là sếp của anh tại nơi làm việc của họ. Mặc dù cô đã mất đi trí nhớ hoàn toàn về quá khứ của họ, cô vẫn luôn có tình cảm với anh, mặc dù anh không đáp lại. Cô yêu thích văn hóa đô thị của Cửu Long Trại Thành và có thói quen là hút thuốc trong khi đang ăn dưa hấu.
Kudō Hajime (工藤 発 Kudō Hajime)
Lồng tiếng bởi: Tomokazu Sugita
Thủ vai bởi: Koshi Mizukami
Một nhân viên bất động sản 34 tuổi chuyển nơi làm việc từ chi nhánh công ty ở Nhật Bản sang một văn phòng nhỏ ở Cửu Long Trại Thành cùng Reiko. Giống như Reiko, anh rất yêu thích văn hóa đô thị và ẩm thực của Cửu Long Trại Thành. Mặc dù trước đây là đồng nghiệp cấp dưới và hôn thê của Kujirai, anh không bao giờ nhắc đến mối quan hệ của họ trong quá khứ vì cô đã mất trí nhớ hoàn toàn. Anh biết Kujirai hiện tại cũng đang yêu anh, nhưng anh không hề có cảm giác như vậy với cô ấy.
Xiaohei (小黒 Shaohei)
Lồng tiếng bởi: Sayumi Suzushiro
Thủ vai bởi: Kotone Hanase
Một người phụ nữ trẻ làm việc bán thời gian tại nhiều công ty, cơ sở và cửa hàng khác nhau ở Cửu Long Trại Thành, bao gồm các cửa hàng giày dép và rạp chiếu phim. Cô có vóc dáng nhỏ nhắn, thường búi tóc và mặc trang phục theo phong cách Trung Hoa quyến rũ. Cô quen biết cả Reiko và Hajime.
Yaomay (楊明 Yōmei)
Lồng tiếng bởi: Aoi Koga
Thủ vai bởi: Minami Umezawa
Một người thợ làm búp bê sống ở Cửu Long Trại Thành, cô đã vật lộn với lượng hàng tồn kho quá nhiều cho đến khi Reiko, Hajime và Xiaohei giúp đỡ cô. Sau một cuộc gặp gỡ tình cờ, cô biết được rằng Reiko bị mất trí nhớ, họ đã trở thành bạn bè. Cô khẳng định mình đã trải qua quá trình tái tạo cơ thể hoàn toàn để từ bỏ quá khứ, mặc dù cô không cung cấp thêm thông tin chi tiết về quá khứ của mình.
Hebinuma Miyuki (蛇沼 みゆき)
Lồng tiếng bởi: Ryōtarō Okiayu
Thủ vai bởi: Ryo Ryusei
Chủ tịch của Công ty Dược phẩm Hebinuma, một tập đoàn lớn chuyên về các sản phẩm làm đẹp và dược phẩm. Với mái tóc vuốt ngược, đôi mắt mãng xà sắc sảo và chiếc lưỡi chẻ đôi đặc trưng, anh có một vẻ ngoài rất ấn tượng. Sau khi thừa kế công ty dược phẩm của cha mình, anh nhanh chóng mở rộng hoạt động kinh doanh và hiện đang tự mình điều hành một dịch vụ tư vấn làm đẹp phổ biến dành cho phụ nữ. Miyuki có một sự đam mê khác thường với Reiko khi cô đến phòng khám của anh bằng một phiếu giảm giá khuyến mại, cuối cùng đã khiến cô ngạc nhiên với một nụ hôn không mong muốn tại ngay nơi làm việc của cô.
Tao Gwen (タオ・グエン Tao Guen)
Lồng tiếng bởi: Taito Ban
Thủ vai bởi: Shuntarō Yanagi
Một cựu nhân viên bồi bàn tại Quán trà Goldfish. Ban đầu anh đã kể cho Reiko về cuộc đính hôn trước đây của cô với Hajime (với tên gọi là "Kujirai B"). Sau khi biến mất một cách bí ẩn, anh nhận ra rằng Reiko hiện tại rất khác so với người mà anh từng biết. Trước đây từng là cộng sự của Miyuki trong một cuộc điều tra Cửu Long Trại Thành mà họ thực hiện, anh tiếp tục hỗ trợ Reiko và Yaomay trong việc khám phá những bí ẩn của thành phố sau khi họ đột ngột chia tay.
Yūlong (ユウロン Yūron)
Lồng tiếng bởi: Kengo Kawanishi
Thủ vai bởi: Figaro Tseng
Một cộng sự khác của Miyuki, người điều tra các hiện tượng bí ẩn ở Cửu Long Trại Thành. Ban đầu anh không thể nhận thức hay vào được Cửu Long Trại Thành, sau đó anh phát hiện ra rằng "sự hối hận" là yêu cầu chính để có thể vào được.
Kujirai B (鯨井B)
Lồng tiếng bởi: Yuriko Yamaguchi
Kujirai B là một người phụ nữ đã mất có ngoại hình rất giống với Reiko. Cái tên này do Yaomay đặt. Cô lớn hơn Hajime hai tuổi, từng là sếp của anh tại Công ty bất động sản Wong Loi và đã từng đính hôn với anh.

## Sản xuất
Theo Mayuzuki, cô đã nảy ra ý tưởng về một câu chuyện có chủ đề về Cửu Long Trại Thành khi tác phẩm trước đó của cô là Koi wa Ameagari no Yō ni vẫn đang được đăng tải định kỳ. Cô yêu thích và quan tâm đến Cửu Long Trại Thành và lần đầu biết đến nó từ trò chơi Kowloon's Gate mà cô chơi từ khi còn nhỏ.

## Truyền thông

### Manga
Kowloon Generic Romance được viết và vẽ minh họa bởi Mayuzuki Jun và được đăng trên tạp chí seinen manga Tuần san Young Jump của Shūeisha vào ngày 7 tháng 11 năm 2019. Vào tháng 4 năm 2025, đã có thông báo rằng bộ manga đã bước vào phần cốt truyện cuối cùng. Shūeisha đã tổng hợp các chương của bộ manga thành các tập tankōbon. Tập đầu tiên được xuất bản vào ngày 19 tháng 2 năm 2020. Tính đến ngày 17 tháng 4 năm 2025, đã có mười một tập được xuất bản.

Vào tháng 1 năm 2022, Yen Press đã thông báo rằng họ đã cấp phép phát hành bản tiếng Anh ở khu vực Bắc Mỹ. Tập đầu tiên được phát hành vào ngày 9 tháng 8 năm 2022. Trong khi đó tại Việt Nam, bộ manga do Nhà xuất bản Dân trí liên kết với đơn vị nắm giữ bản quyền IPM ấn hành dưới tên Chuyện tình Cửu Long.
| - Chương 1–8 |

| - Chương 9–17 |

| - Chương 18–26 |

| - Chương 27–35 |

| - Chương 36–44 |

| - Chương 45–53 |

| - Chương 54–62 |

| - Chương 63–70 |

| - Chương 71–78 |

| - Chương 79–87 |

| - Chương 88–95 |

### Anime
Vào tháng 10 năm 2024, đã có thông báo rằng bộ manga này sẽ được chuyển thể thành anime. Bộ anime này do Arvo Animation sản xuất, được đạo diễn bởi Yoshiaki Iwasaki, Jin Tanaka viết kịch bản, Yuka Shibata thiết kế nhân vật, Yūji Kaneko chỉ đạo nghệ thuật và Ryōhei Sataka sáng tác nhạc. Bộ phim được phát sóng vào ngày 5 tháng 4 năm 2025 trên TV Tokyo và các mạng truyền hình, các nền tảng phát sóng khác. Bài hát ở phần mở đầu là "Summertime Ghost" (サマータイムゴースト Samātaimu Gōsuto), được trình bày bởi Wednesday Campanella, bài hát kết thúc là "Koi no Retronym" (恋のレトロニム Koi no Retoronimu, n.đ. 'Từ viết tắt của Tình yêu'), được trình bày bởi Mekakushe.
Crunchyroll hiện đang phát trực tuyến bộ anime này. Medialink hiện đã cấp phép cho bộ phim được phát trực tuyến tại khu vực Nam Á và Đông Nam Á trên kênh YouTube của Ani-One Asia.

#### Danh sách tập phim
| TT. | Tiêu đề | Đạo diễn         | Kịch bản phân cảnh | Đạo diễn hoạt ảnh | Ngày phát hành gốc  |
| --- | ------- | ---------------- | ------------------ | --- | ------------------- |
| 1   | Tập 1   | Taishi Kawaguchi | Yoshiaki Iwasaki   | Shiori Sakaguchi và Hirofumi Takahashi                                                                                                 | 5 tháng 4 năm 2025  |
| 2   | Tập 2   | Taishi Kawaguchi | Yoshiaki Iwasaki   | Shiori Sakaguchi, Hirofumi Takahashi và You Seon Hwang                                                                                 | 12 tháng 4 năm 2025 |
| 3   | Tập 3   | Masato Kitagawa  | Nagisa Miyazaki    | Shiori Sakaguchi, Hirofumi Takahashi, Jeong Min Yeo và You Seon Hwang                                                                  | 19 tháng 4 năm 2025 |
| 4   | Tập 4   | Masato Kitagawa  | Nagisa Miyazaki    | Hiroki Sekitou và Kiyoshi Nohji | 26 tháng 4 năm 2025 |
| 5   | Tập 5   | Jet Inoue        | Nagisa Miyazaki    | Yuka Shibata và Yui Kinoshita | 3 tháng 5 năm 2025  |
| 6   | Tập 6   | Taishi Kawaguchi | Nagisa Miyazaki    | Shiori Sakaguchi, Hiroki Sekitou và Hirofumi Takahashi                                                                                 | 10 tháng 5 năm 2025 |
| 7   | Tập 7   | Daisuke Kurose   | Nagisa Miyazaki    | Kiyoshi Nohji, Katsuji Matsumoto, Zang Chen, Jiaxin Wang và Wei A                                                                      | 17 tháng 5 năm 2025 |
| 8   | Tập 8   | Shunji Yoshida   | Yūichi Nihei       | Tomoya Noguchi, Rie Usui, Ruki Matsui, Kansaku Andō và Yuki Nishimura                                                                  | 24 tháng 5 năm 2025 |
| 9   | Tập 9   | Masato Kitagawa  | Nagisa Miyazaki    | Mariko Inagaki, Etsuhito Mori và Jiaxin Wang                                                                                           | 31 tháng 5 năm 2025 |
| 10  | Tập 10  | Asahi Yoshimura  | Yūichi Nihei       | Hodaka Hashimoto, Daisuke Saitō, Kansaku Andō, Tōi Yamamichi, Ruki Matsui, Mari Saitō, Dai Ōhara, Kaori Takahashi và Yuki Nishimura    | 7 tháng 6 năm 2025  |
| 11  | Tập 11  | Taishi Kawaguchi | Nagisa Miyazaki    | Shiori Sakaguchi, Hirofumi Takahashi và Yuki Nishimura                                                                                 | 14 tháng 6 năm 2025 |
| 12  | Tập 12  | Daisuke Kurose   | Nagisa Miyazaki    | Hirofumi Takahashi, Shiori Sakaguchi, Yuki Nishimura, Nemuri Aki, Jia Liu, Kaika, Jiaxin Wang, Xu Jingqiang, Liu Hailin và Tang Weixin | 21 tháng 6 năm 2025 |
| 13  | Tập 13  | —                | —                  | — | 28 tháng 6 năm 2025 |

### Live-action
Vào tháng 10 năm 2024, phiên bản live-action đã được công bố sản xuất. Phim sẽ do Robot sản xuất, được đạo diễn bởi Chihiro Ikeda và dự kiến sẽ ra mắt tại các rạp chiếu phim ở Nhật Bản vào tháng 8 năm 2025.

## Đón nhận
Tính đến tháng 12 năm 2024, bộ manga này đã bán được hơn 1,2 triệu bản. Năm 2020, bộ manga này là một trong 50 tác phẩm được đề cử cho giải thưởng Tsugi ni kuru Manga Taishō lần thứ sáu. Nó được xếp ở vị trí thứ ba trong danh sách Kono Manga ga Sugoi! của Takarajimasha về những bộ manga hay nhất năm 2021 dành cho các độc giả là nam giới. Nó được đề cử cho giải thưởng Manga Taishō lần thứ 14 năm 2021 và được xếp ở vị trí thứ chín với 46 điểm.